# سیراکوساویل (لوئیزیانا)
سیراکوساویل (به انگلیسی: Siracusaville) شهری در ایالت لوئیزیانا کشور ایالات متحده آمریکا است که جمعیت آن در سرشماری سال ۲۰۱۰ میلادی، ۴۲۲ نفر بوده‌است.